# Теос
Те́ос (др.-греч. Τέος) — древний ионийский город на западном берегу Малой Азии, важный торговый порт и один из самых процветающих городов в регионе до эллинистического периода. Располагался к юго-западу от Смирны (современного Измира). В настоящее время руины находятся в окрестностях махалле Сыгаджик (тур. Sığacık) района Сеферихисар в иле Измире на берегу залива Сыгаджик на расстоянии около 30 километров от Измира.
Жителя или уроженца Теоса называли теосец (др.-греч. Τήϊος).
Теос — ликвидированная епархия Католической церкви, подчинённая Эфесу.

## Основание
Основана ионийцами не позднее X века до н. э. По преданию Теос основали минийцы из беотийского Орхомена во главе с Атамантом, после прибыли ионийцы во главе с Апеком (Апойком), третьей волной были афиняне во главе с Наоклом (Навклом) и Дамасом, сыновьями Кодра и беотийцы во главе с Гересом.
Входил в ионийское Двенадцатиградие, был одним из первых его членов, колонисты из Теоса и Эрифр заселили Фокею, где изначально жили эолийцы. По преданию Фокею приняли в Ионийский союз после того, как фокейцы вызвали из Теоса и Эрифры на царство Деета, Перикла и Абарта из рода Кодра. Фалес Милетский предложил сделать Теос административным центром Ионийского союза из-за географического расположения в центре Ионии.

## Колонии Теоса
Теос был важным торговым портом, достигшим расцвета в VI веке до н. э., когда укрепились дружественные связи Теоса и Египта. В Навкратисе при фараоне Амасисе II (569—525 до н. э.) Теос сообща с другими 8 городами построили греческое святилище Эллений.
До персидского вторжения Теос был подвластен царю Лидии Крёзу (560—546 до н. э.). В 546 году до нашей эры персы под предводительством полководца Гарпага покорили берега Малой Азии. После захвата города Гарпагом подобно фокейцам теосцы покинули город по морю, потому что не стали терпеть оскорбления персов. Около 545—540 годов до н. э. большая часть жителей переселилась в Абдеры во Фракии и в Фанагорию на азиатской стороне Киммерийского Боспора (Керченского пролива) напротив Пантикапея (Керчи). Среди жителей, переселившихся в Абдеры был Анакреонт, лирический поэт. По Страбону часть жителей вернулась из Абдер в Теос. Теос принимал участие в Ионийском восстании 499—494 годов до н. э. В битве при Ладе в 494 году до н. э. Теос выставил 17 кораблей. В отличие от свободных и необязательных отношений между метрополией и колонией, типичных для колонизации в архаический период, Абдеры и Теос сохраняли прочные экономические, религиозные и политические связи до окончания эллинистического периода.
На серебряных статерах Теоса и Абдер изображался грифон, начиная с 520—515 годов до н. э. По одной из версий Абдеры были основаны как центр поставки серебра из Фракии в Теос, что позволило Теосу сохранить финансовую независимость в период персидского владычества.
У Абдер и Теоса были общие религиозные праздники, тремя важнейшими из которых были: Антестирия (праздник цветов), в честь Геракла и в честь Зевса.
Надписи свидетельствуют о близких связях городов до II века до н. э.

## История
С поражением персов в битве при Микале в 479 году до н. э. закончилось их владычество в Теосе. Вскоре после этого Теос вступил в Первый афинский морской союз, где оставался до 412 года до н. э., когда перешёл под контроль Спарты. До окончания Пелопоннесской войны в 404 году до н. э. спартанцы и афиняне боролись за контроль над Теосом. В 407 или 406 году до н. э. спартанцы под командованием Лисандра или Калликратида захватили Теос. В 394 году до н. э. в сражении при Книде афинский стратег Конон нанёс поражение спартанцам и освободил Теос. По Анталкидову миру 386 года до н. э. Теос отошёл персам. Был освобожден после победы Александра Македонского в битве при Гранике в 334 году до н. э. 
По Страбону теосцы устроили святилище Александра, где проводились Александрийские игры. В 323 году до н. э. Александр умер, империя его распалась. Теос последовательно переходил к Антигонидам, Селевкидам и Птолемеям.
В 319 году до н. э. Теос захватил царь Антигон I Одноглазый. В 302 году до н. э. Препелай, военачальник Лисимаха захватил Теос. Антигон попытался переселить жителей Лебеда в Теос в 306—302 годах до н. э., но синойкизм Лебеда с Теосом не удался, так как Лисимах соединил Лебед с Эфесом. После смерти Лисимаха в битве при Курупедионе в 281 году до н. э. Теос отошёл государству Селевкидов. В течение III века до н. э. Селевкиды и Атталиды боролись над контролем над Теосом. В 222—218 годах до н. э. Теос был под контролем Ахея. До 205/204 года до н. э. — под контролем Аттала I Сотера.
В 205/204 году до н. э. Теос вновь отошёл к Селевкидам. В ходе Антиоховой войны в битве при Мионнесе осенью 190 года до н. э. объединённый флот Родоса и Римской республики под командованием прелата Луция Эмилия Регилла разгромил флот Антиоха III Великого. Теос, выступавший на стороне Антиоха, обратился к римскому сенату, чтобы избежать разграбления. По Апамейскому миру 188 года до н. э. Теос отошёл к Пергаму, который достиг в этот период расцвета. Владычество Атталидов подтверждается надписями середины II века до н. э. в Теосе о поклонении Эвмену II. Период закончился со смертью Аттала III, царя Пергама в 138—133 годах до н. э., который завещал своё царство Риму. была создана римская провинция Азия. Теос пришёл в упадок. Разрушен землетрясением 47/46 года до н. э..

## Экономика
Географическое положение и наличие двух гаваней сделало Теос важным торговым городом в восточной части Средиземного моря. Теос процветал и сообща с другими городами Теос основал греческое поселение в Навкратисе.
С конца VI века до н. э. Теос чеканил монету. В IV веке до н. э. 400 теосцев относились к денежной знати, а общее население составляло 2000—3000 жителей.
Помимо морской торговли жители занимались животноводством. В надписях упоминается крупный и мелкий рогатый скот, свиньи. Также было развито кустарное производство, с преобладанием текстильной промышленности. С конца IV века производятся цветные платья и куртки из милетской шерсти, как называлась особо прекрасная шерсть. Второй по значимости кустарной продукцией была керамика. В конце VII века до н. э. Алкей пишет: «Льется вина плеск из теосских чаш» (перевод М. Гаспарова). Экспортировалась древесина и известняк, который добывался в карьере в холмах за дорогой Сыгаджик — Сеферихисар.
В римский период Теос, как и другие ионические города пришёл в упадок, стал расти соседний город Смирна.

## Политическое устройство
Теосская надпись, так называемая Teiorum dirae относящаяся к 70-м годам V века до н. э. свидетельствует о демократическом устройстве города. Высшими органами власти были народное собрание и буле. Верховным правителем в IV—I веках до н. э. был притан, а исполнительным органом был тимухи. В римский период городом управлял стратег. Была развита система литургий.
В Теосе встречаются 4 ионийско-аттические филы и праздник Апатурии. Из фил известна только фила гелеонтов, по имени Гелеонта, сына Иона. Также упоминаются πύργοι и σομμορίαι, в которых следует видеть подразделения фил: πύργοι (башни) — деление территориальное, соответствующее, по всей вероятности, аттическим демам; σομμορίαι — деление родовое, несомненно соответствующее аттическим фратриям, а не родам, как утверждает большинство учёных. И здесь, стало быть, перекрещиваются первоначальное родовое деление с территориальным.

## Религия
Главным богом Теоса был Дионис. Ему был посвящён храм, построенный по проекту архитектора Гермогена из Алабанды. Храм служил убежищем для беженцев и нуждающихся. О культе Диониса рассказывают надписи, на монетах из Теоса изображен грифон, тесно связанный с культом Диониса. В честь Диониса устраивались два главных религиозных праздника: Антестирия (праздник цветов) и Дионисии.
В IV веке до н. э. Теос служил центром союза дионисовских художников, «ремесленников Диониса». В союз входили актёры, певцы, музыканты и поэты, которые бродячими труппами давали спектакли по всей западной Малой Азии. В середине II века до н. э. отношения союза и города ухудшились и он переехал в Эфес. Другими важными религиозными праздниками были Гераклия и Дия, в честь Геракла и в честь Зевса, соответственно.

## Архитектура
Теос располагался на полуострове с двумя гаванями по сторонам, северная из которых называлась Герестик и используется сейчас жителями Сыгаджика, южная стала непригодной из-за наносов. В обеих гаванях сохранились остатки древних молов под водой.
Акрополь располагался на расстоянии 1,5 километра от гаваней. Обнаружен фундамент вытянутого здания 38,46×7,3 метров, что сравнимо с храмом Геры VIII века до н. э. на Самосе.
От стен архаического периода Теоса сохранился участок в западной части акрополя. Частные дома и сохранившиеся стены классического и раннего эллинистического периода построены из кирпичной кладки из местного известняка. В плане город был прямоугольный, стены тянулись от акрополя до южной гавани.
Руины храма Диониса располагаются с внутренней стороны западной стены. Это периптер ионического ордера, ранняя работа Гермогена из Алабанды. Имеет 6 колонн по короткой стороне и 11 по длинной. Построен по сложной системе интерколумния, разработанной Гермогеном и, по Витрувию, относится к евстилю (εὔστυλος, подпираемый прекрасными колоннами). Колонны реставрируются. Акротерий и рельефный фриз находятся в археологическом музее в Измире.
К югу от акрополя находится театр, построенный во II веке до н. э. Сохранилась сцена, перестроенная в римский период.
К юго-востоку от театра находится одеон римского периода, закрытое здание с одиннадцатью рядами сидений, хорошо сохранившееся. К западу от одеона находятся руины частных домов и древней дороги. Гимнасий отождествляется с руинами большого здания на северо-востоке акрополя. На Агоре близ гавани находятся руины небольшого храма эллинистического периода.